# Трикарбид димагния
Трикарбид димагния — бинарное неорганическое соединение магния и углерода
с формулой Mg2C3,
серые кристаллы.

## Получение
- Пропускание смеси водорода и пентана через нагретый до 700°С порошкообразный магний.

- Реакция карбида кальция и расплава смеси хлоридов магния и натрия.

- Реакция эфирного раствора диэтилмагния и ацетилена.

- Разложение при нагревании карбида магния:

{\displaystyle {\mathsf {MgC_{2}\ {\xrightarrow[{-C}]{570-610^{o}C}}\ Mg_{2}C_{3}}}}

## Физические свойства
Трикарбид димагния образует серые кристаллы
гексагональной сингонии,
параметры ячейки a = 0,745 нм, c = 1,061 нм, Z = 8.

## Химические свойства
- Взаимодействует с водой:

{\displaystyle {\mathsf {Mg_{2}C_{3}+4\ H_{2}O\ {\xrightarrow {\ }}\ 2\ Mg(OH)_{2}+CH_{3}{\text{-}}C\equiv C{\text{-}}H}}}